# Presa de materiales sueltos

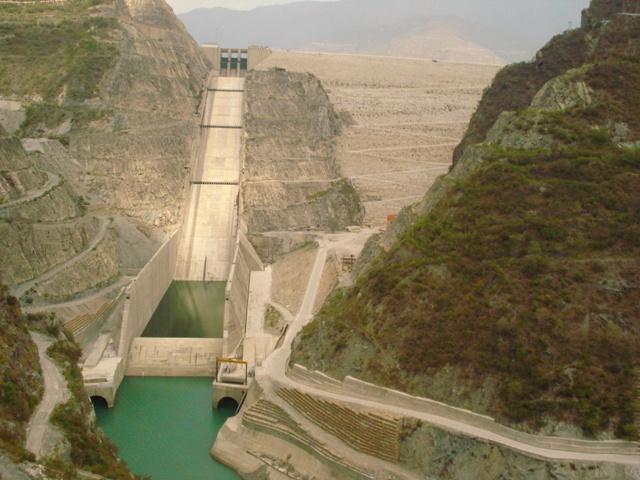
Presa de Tehri en India. Las presas de materiales sueltos disponen su aliviadero fuera del cuerpo de presa para evitar filtraciones u otras afecciones al material.

Las presas de materiales sueltos son presas que están formadas por rocas o tierras sueltas sin cementar. Para conseguir la impermeabilidad de la presa se construyen pantallas impermeables de arcilla, asfalto o algún material sintético. Se usan preferentemente cuando el sitio donde se apoya la presa no resiste las cargas que una presa de gravedad o arco podrían aplicarle. Se suelen utilizar para aprovechar los materiales disponibles en el sitio.

## Materiales
El criterio empleado para escoger una tipología de materiales sueltos frente a una de hormigón radica, bien en la escasa calidad del cimiento natural del terreno (baja capacidad portante) o bien en el hecho de que resulte más rentable proceder a la recogida y tratamiento (machaqueo y clasificación) del material local para configurar la presa, que fabricar el hormigón con similares intenciones. En cualquier caso, deberá someterse el caso particular a un profundo análisis que comprenda tanto la caracterización de las propiedades geológicas y geotécnicas del entorno, como otros factores entre los que destacan: calidad de los materiales autóctonos, posibilidad de instalar una planta de machaqueo de piedra, distancias de transporte, sensibilidad medioambiental, etc.
Las presas de materiales sueltos pueden construirse casi con cualquier material con equipo de construcción rudimentario. Las presas de tierra se han construido con éxito utilizando grava, arena, limo, polvo de roca y arcilla. Si se dispone de gran cantidad de material permeable como arena y grava y hay que importar material arcilloso, la cortina tendría un corazón o núcleo pequeño de arcilla impermeable y el material local constituiría el grueso de la cortina.
Se ha utilizado hormigón como corazón impermeable, pero no ofrece la flexibilidad de los materiales de arcilla. Si no hay material permeable, la cortina puede construirse con materiales arcillosos con drenes inferiores de arena y grava importada debajo de la línea de base de aguas abajo, para recolectar las filtraciones y reducir las presiones de poro.

## Estabilidad

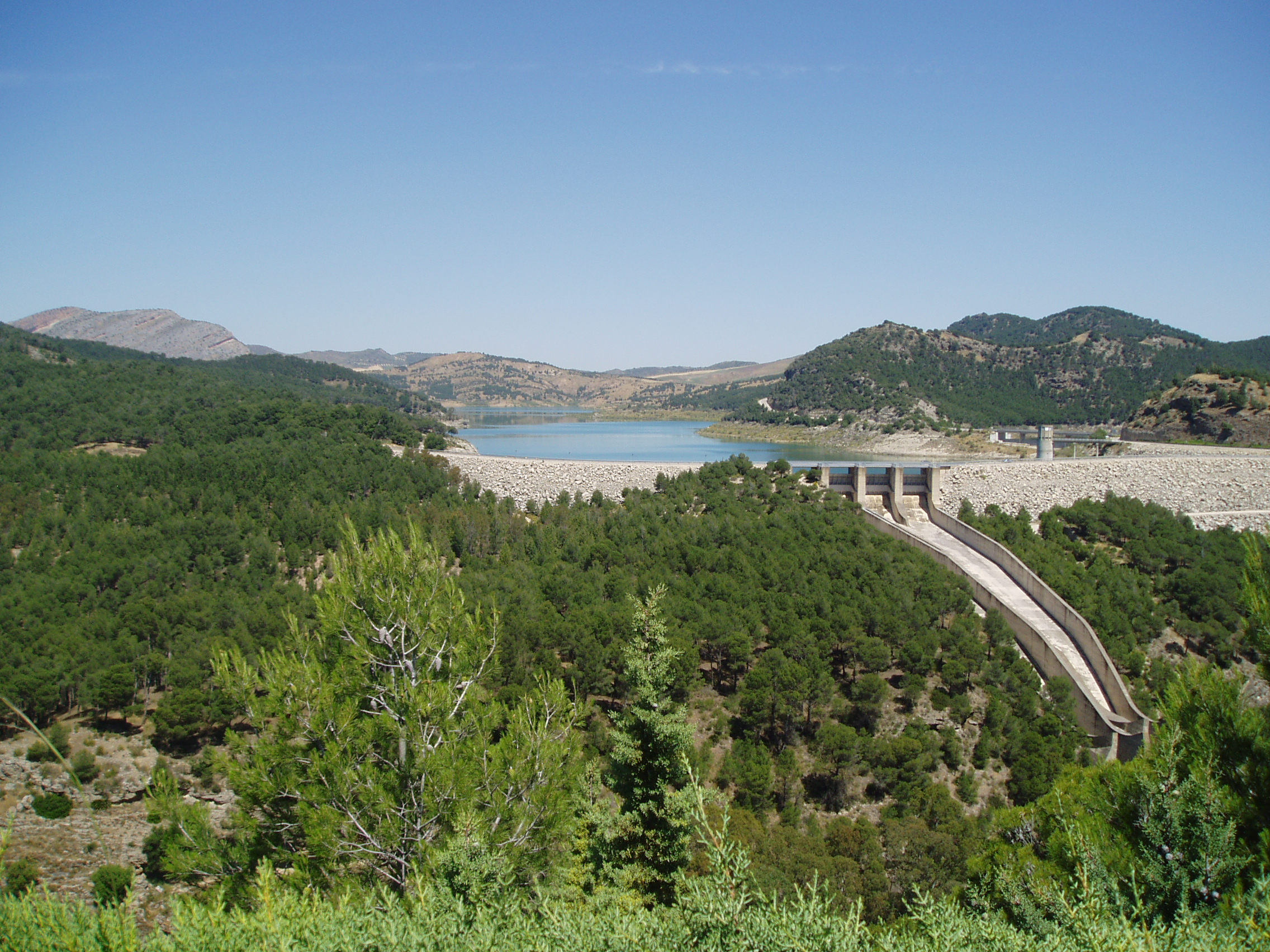
Presa de materiales sueltos del Guadalhorce, Málaga, España.

Los taludes de una cortina de tierra rara vez son mayores de 2 horizontales por 1 vertical y suelen ser de alrededor de 3 a 1.  El criterio usual es la estabilidad de los taludes en contra de una falla por deslizamiento.  
La estabilidad bajo la acción de fuerzas sísmicas es especialmente crítica.  Para suelos en los que se forman cambios de  presión de poro como resultado de las deformaciones por esfuerzo constante  inducido por un terremoto, es muy difícil la determinación de valores apropiados para la aceleración de deformación. Para algunos tipos de suelos, no ocurren desplazamientos en una amplia variedad de aceleraciones
| Tipo de presa | Presa homogénea | Presa heterogénea de núcleo de arcilla | Presa heterogénea de pantalla asfáltica |
| ------------- | --------------- | -------------------------------------- | --------------------------------------- |
| Taludes       | 2H/1V a 4H/1V   | 1,5H/1V a 1,6H/1V                      | 1,75H/1V                                |

## Filtración tolerada
Otro factor que, a veces, determina la inclinación de los taludes es la cantidad de filtración que puede tolerar.  Si la cortina esta sobre un cimiento permeable, puede ser necesario aumentar el ancho de la base para reducir la filtración.  La filtración también puede reducirse si se coloca una cubierta impermeable en el lado de aguas arriba de la cortina para aumentar la trayectoria de filtración con el uso de un muro de guarda o dentellón en el cimiento, como una tablaestaca o una zanja llena de arcilla. Esta no debe de exceder a la cantidad que se pierde por evaporación.

## Construcción

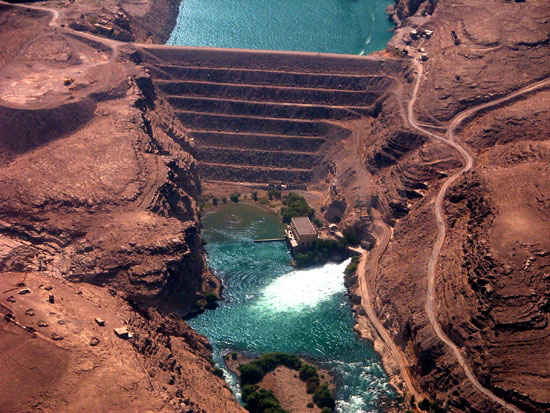
Las presas de materiales suelos se construyen a veces en lugares donde es difícil la elaboración de otros materiales, en la imagen la presa de Kajaki en Afganistán.

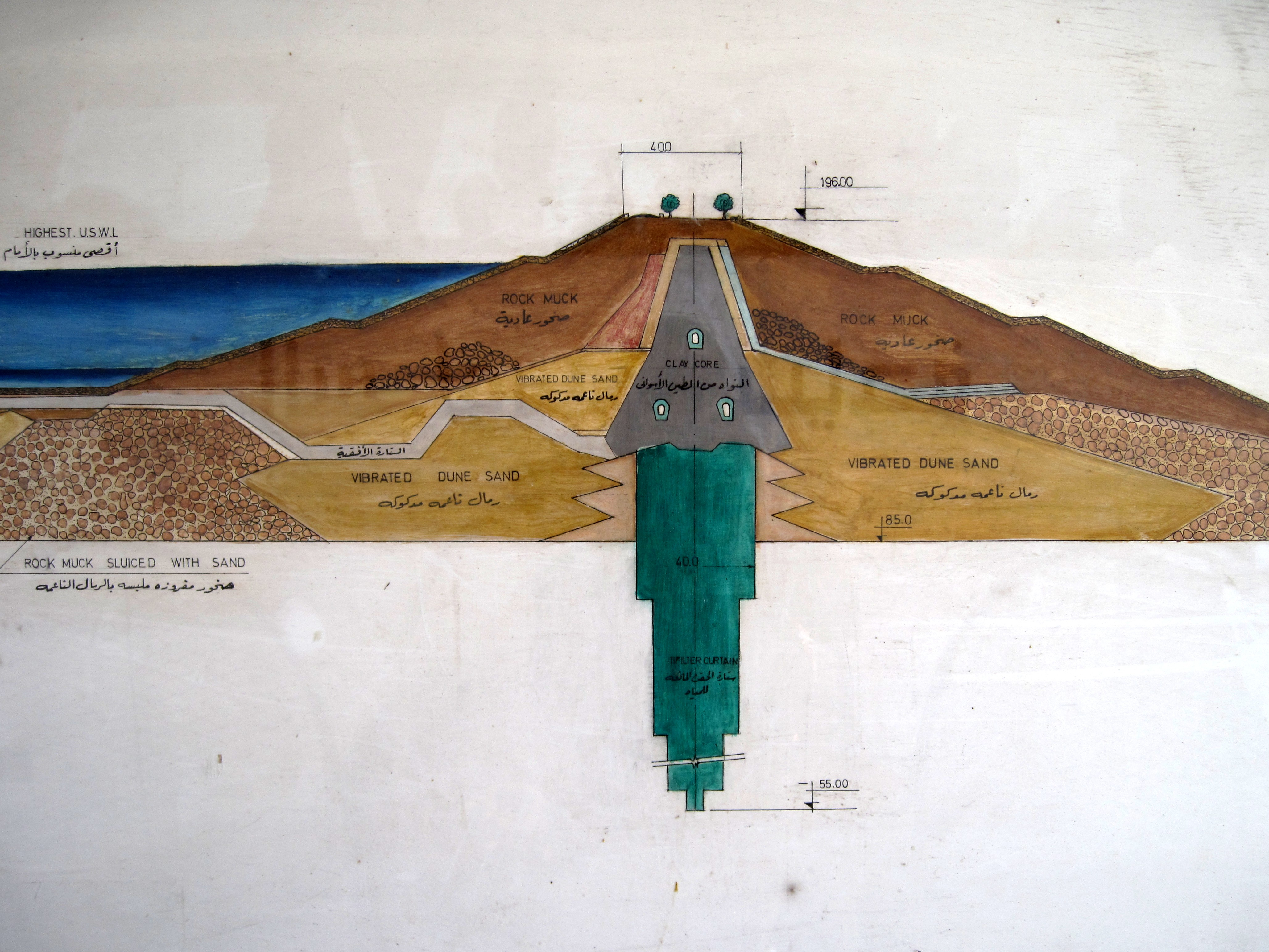
Sección de la presa de Assuan, de materiales sueltos

Las cortinas de tierra pueden construirse casi de cualquier altura y sobre cimientos que no son lo bastante fuerte para cortinas de concreto. Las mejoras en el equipo para movimientos de tierras han reducido el costo de la cortina de tierra, mientras crecientes costos de mano de obra han aumentado los de las cortinas de concreto.
Las cortinas de enrocamiento suelen consistir en un relleno de roca descargada desde camiones de volquete, una capa de tierra prieta más chica tendida en la cara de aguas arriba, que se liga en la roca descargada y un revestimiento importante impermeable aguas arriba que apoya sobre la capa de piedra, con un muro de guarda o dentellón que se extiende dentro del cimiento.

## Relleno
El relleno de roca puede ser con rocas que varían en tamaño desde fragmentos pequeños hasta rocas de 25 t.  El relleno se compacta al dejar caer las rocas, a veces desde 40 m de altura, hacia el relleno.  También se utiliza el lavado del relleno con manguera de alta presión para lavar los finos de entre los puntos de contacto entre las rocas y reducir el asentamiento.  El cojín de piedra chica consta de piedras colocadas individualmente para reducir los huecos y servir de apoyo para el revestimiento impermeable. El revestimiento suele ser concreto madera sobre concreto, aunque en ocasiones se ha utilizado acero. El dentellón suele ser de concreto.